# Dioxygenyl
Dioxygenylový ion, O +
2 , je vzácně se vyskytující oxokation, v němž mají oba atomy kyslíku formální oxidační číslo +1⁄2. Formálně se odvozuje od kyslíku odebráním elektronu:
O2 → O +
2  + e−
Změna energie při tomto procesu se nazývá ionizační energie molekuly kyslíku. V porovnání s většinou molekul je tato ionizační energie velmi vysoká a činí 1175 kJ/mol. V důsledku toho je využití O +
2  v chemii poměrně omezené a působí především jako jednoelektronové oxidační činidlo.

## Struktura a molekulární vlastnosti
O +
2  má řád vazby 2,5 a délku vazby 112,3 pm v pevném O2[AsF6]. Je izoelektronní s oxidem dusnatým a je paramagnetický. Energie vazby je 625,1 kJ/mol a frekvence natahování je 1858 cm−1, což jsou obě hodnoty vysoké vzhledem k většině molekul.

## Syntéza
Neil Bartlett prokázal, že hexafluoroplatičnan dioxygenylu (O2PtF6), obsahující dioxygenylový kation, lze připravit při pokojové teplotě přímou reakcí plynného kyslíku (O2) s fluoridem platinovým:
O2 + PtF6 → [O2]+[PtF6]−
Sloučeninu lze také připravit ze směsi plynného fluoru a kyslíku za přítomnosti platinové houby při 450 °C a z difluoridu kyslíku (OF2) při teplotě nad 400 °C:
6 OF2 + 2 Pt → 2 [O2][PtF6] + O2
Při nižších teplotách (kolem 350 °C) vzniká místo hexafluoroplatičnanu dioxygenylu fluorid platičitý (PtF4). Hexafluoroplatičnan dioxygenylu sehrál klíčovou roli při objevu sloučenin vzácných plynů. Pozorování, že PtF6 je dostatečně silným oxidačním činidlem k oxidaci O2 (PtF6 má první ionizační energii 12,2 eV), vedlo Bartletta k úvaze, že by měl být schopen oxidovat také xenon (první ionizační potenciál 12,13 eV). Jeho následný výzkum přinesl první sloučeninu vzácného plynu, hexafluoroplatičnan xenonný.
Dioxygenyl se vyskytuje také v podobných sloučeninách ve tvaru O2MF6, kde M je arsen (As), antimon (Sb), zlato (Au), niob (Nb), ruthenium (Ru), rhenium (Re), rhodium (Rh), vanad (V) nebo fosfor (P). Jsou doloženy i další formy, včetně O2GeF5 a (O2)2SnF6.
Tetrafluorboritany a hexafluorfosforečnany lze připravit reakcí difluoridu kyslíku s fluoridem boritým nebo fluoridem fosforečným při −126 °C:
2 O2F2 + 2 BF3 → 2 O2BF4 + F2
2 O2F2 + 2 PF5 → 2 O2PF6 + F2
Tyto sloučeniny se při pokojové teplotě rychle rozkládají:
2 O2BF4 → 2 O2 + F2 + 2 BF3
2 O2PF6 → 2 O2 + F2 + 2 PF5
Některé sloučeniny včetně O2Sn2F9, O2Sn2F9·0.9HF, O2GeF5·HF, and O2[Hg(HF)]4(SbF6)9 lze připravit ultrafialovým ozářením kyslíku a fluoru rozpuštěných v bezvodém fluorovodíku s oxidem kovu.

## Reakce
Reakcí O2BF4 s xenonem při 173 K (−100 °C) vzniká bílá pevná látka, o níž se předpokládá, že je to F-Xe-BF2, obsahující neobvyklou vazbu xenon-bor:
2 O2BF4 + 2 Xe → 2 O2 + F2 + 2 FXeBF2
Dioxygenylové soli O2BF4 a O2AsF6 reagují s oxidem uhelnatým za vzniku fluoridu oxalylnatého (C2O2F2) s vysokým výtěžkem.